# 海逸豪園

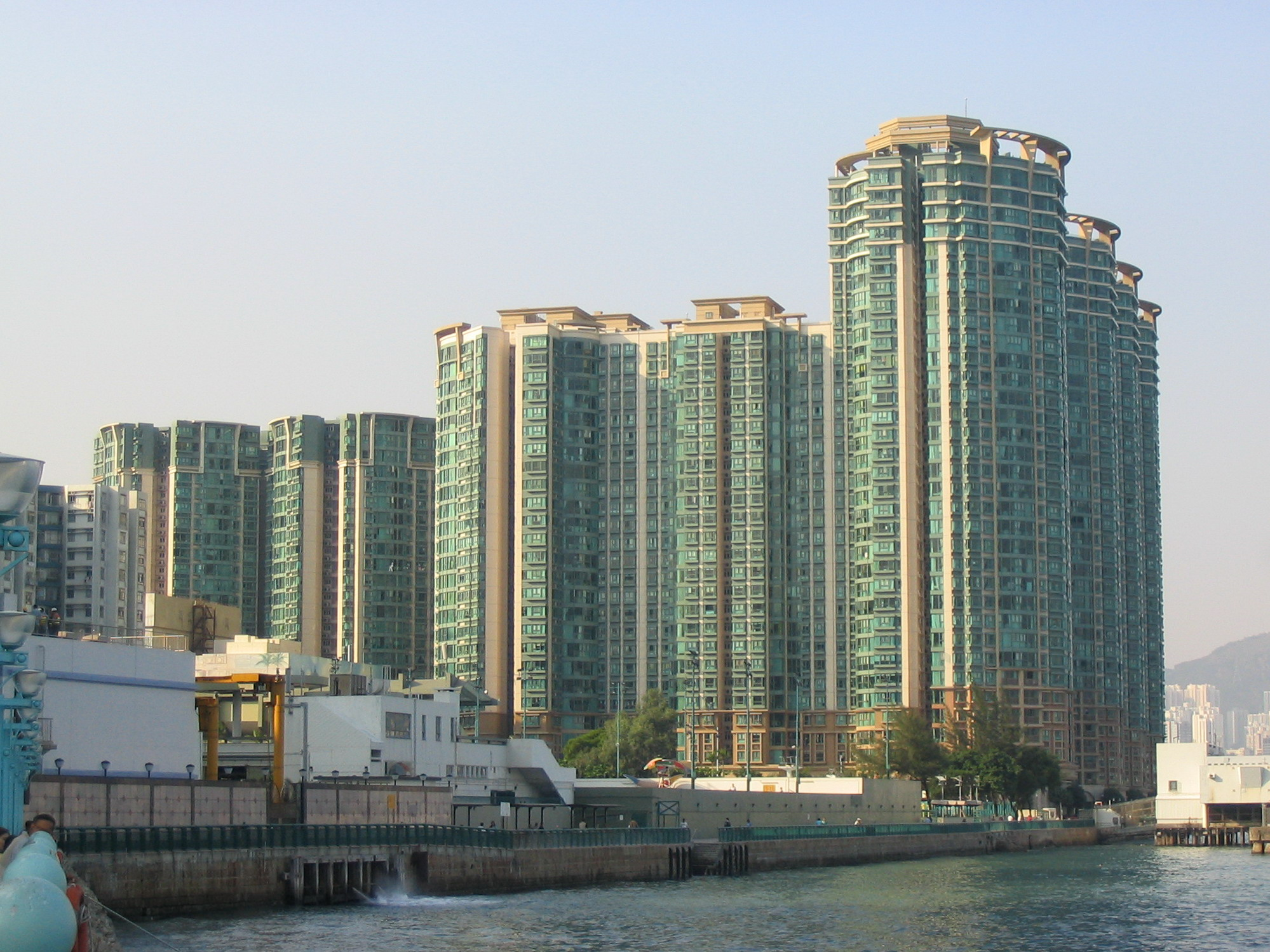
海逸豪園一期綠庭軒（圖左兩幢）、五期翠堤灣（圖中三幢）、四期海逸灣（圖右後方三幢）。海逸豪園見證了啟德機場搬遷前後九龍大廈的制空權。

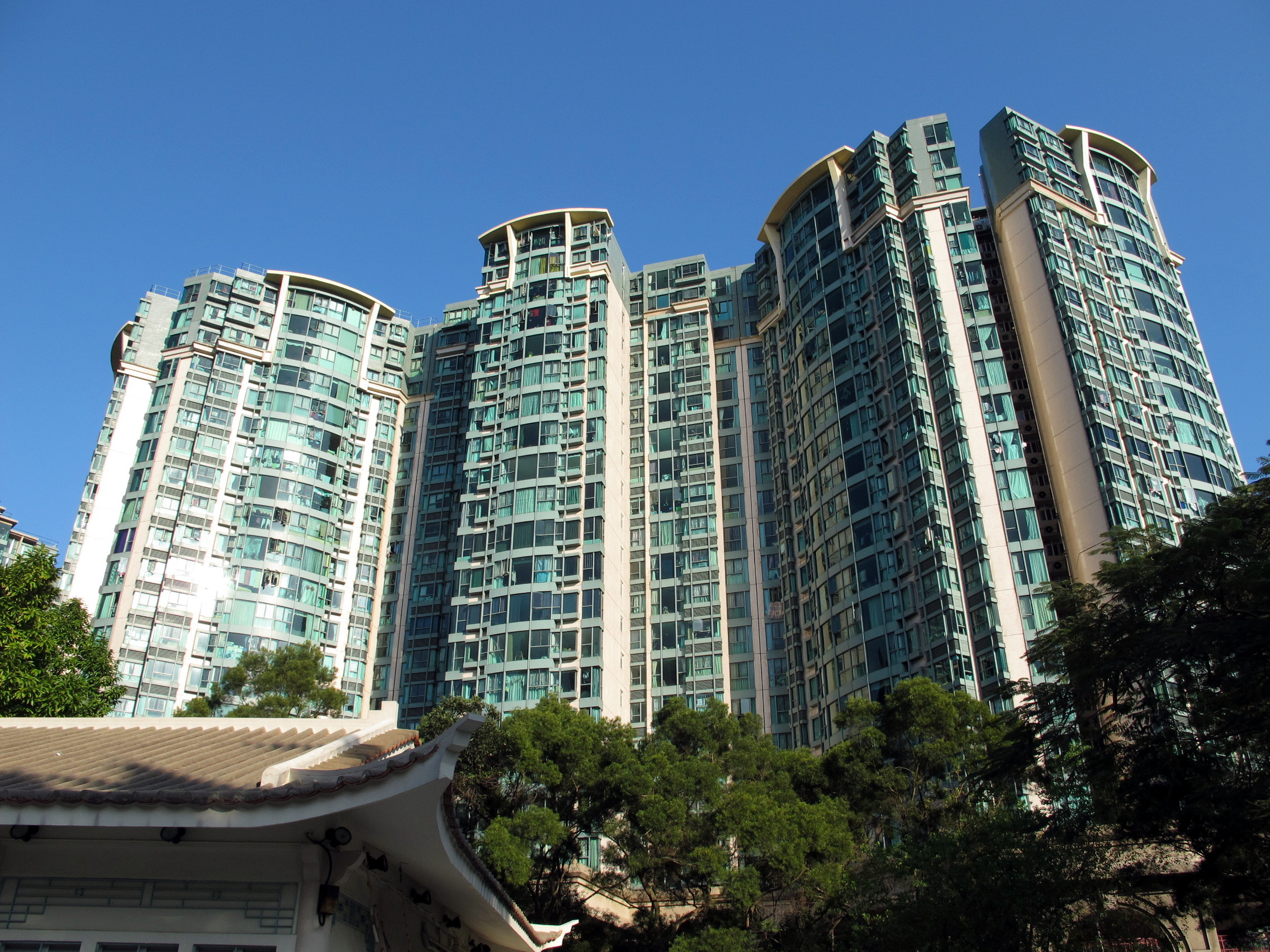
一期綠庭軒

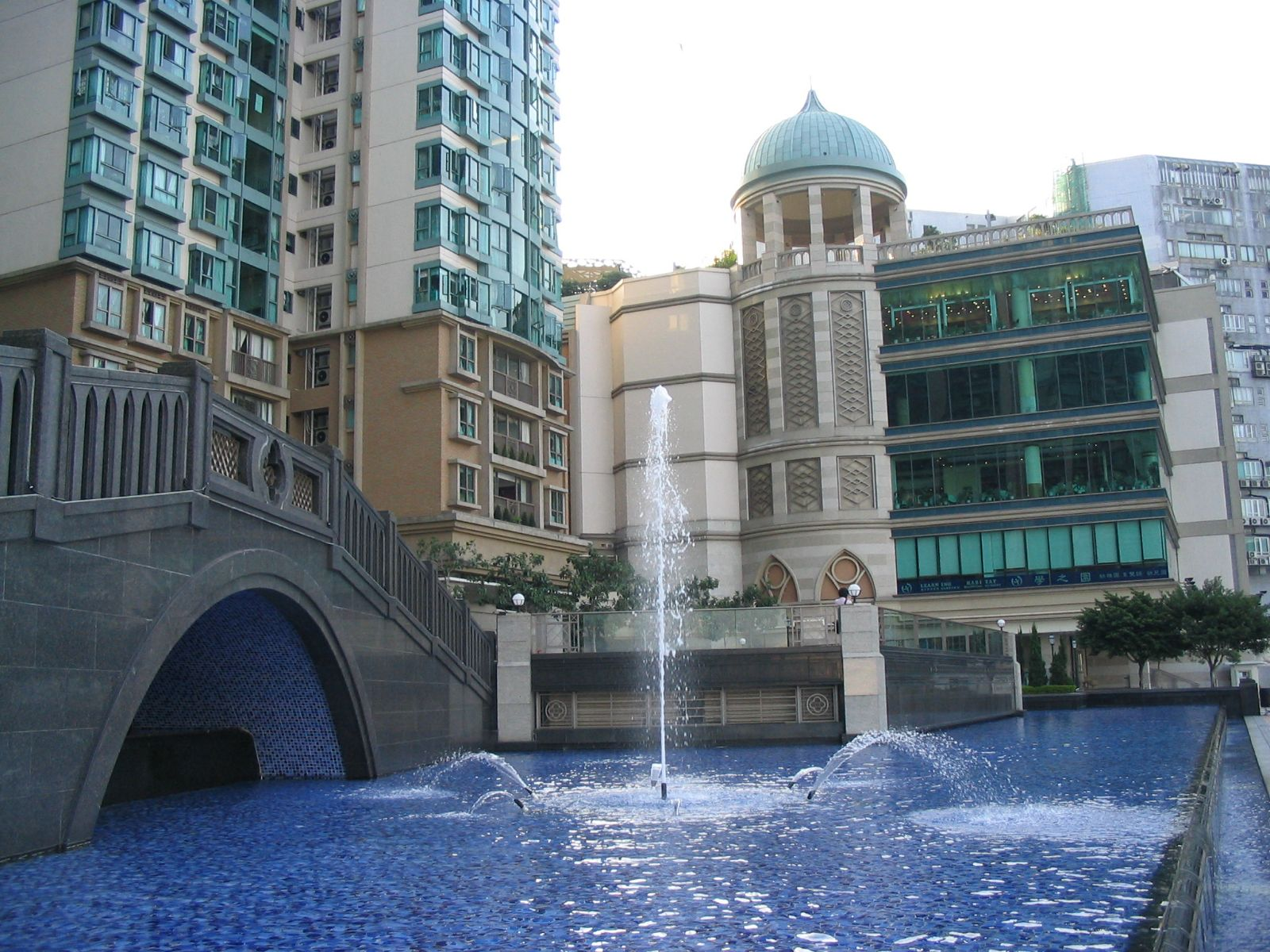
海逸豪園第八座（左）及海逸坊

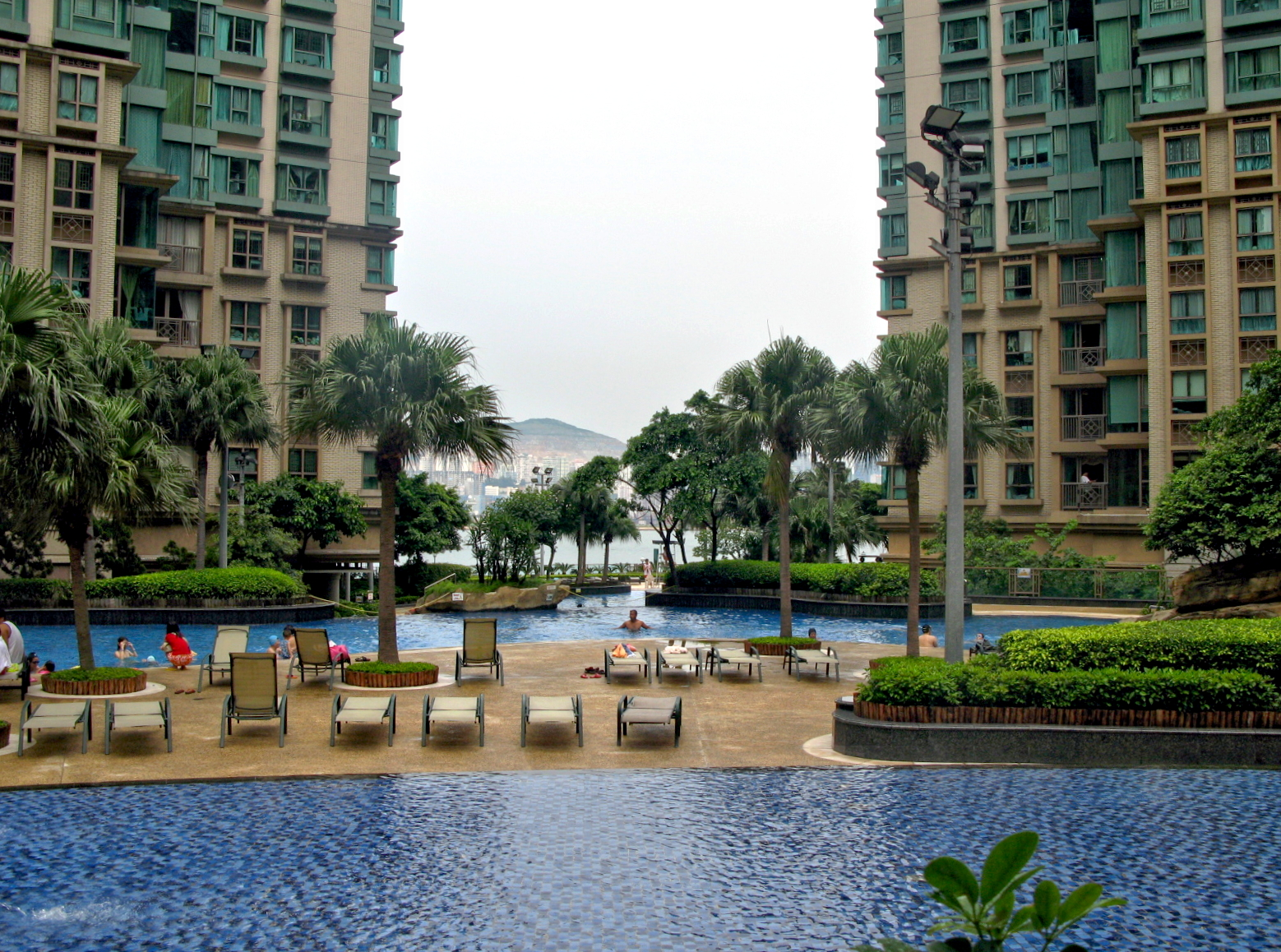
住客會所內的園林泳池

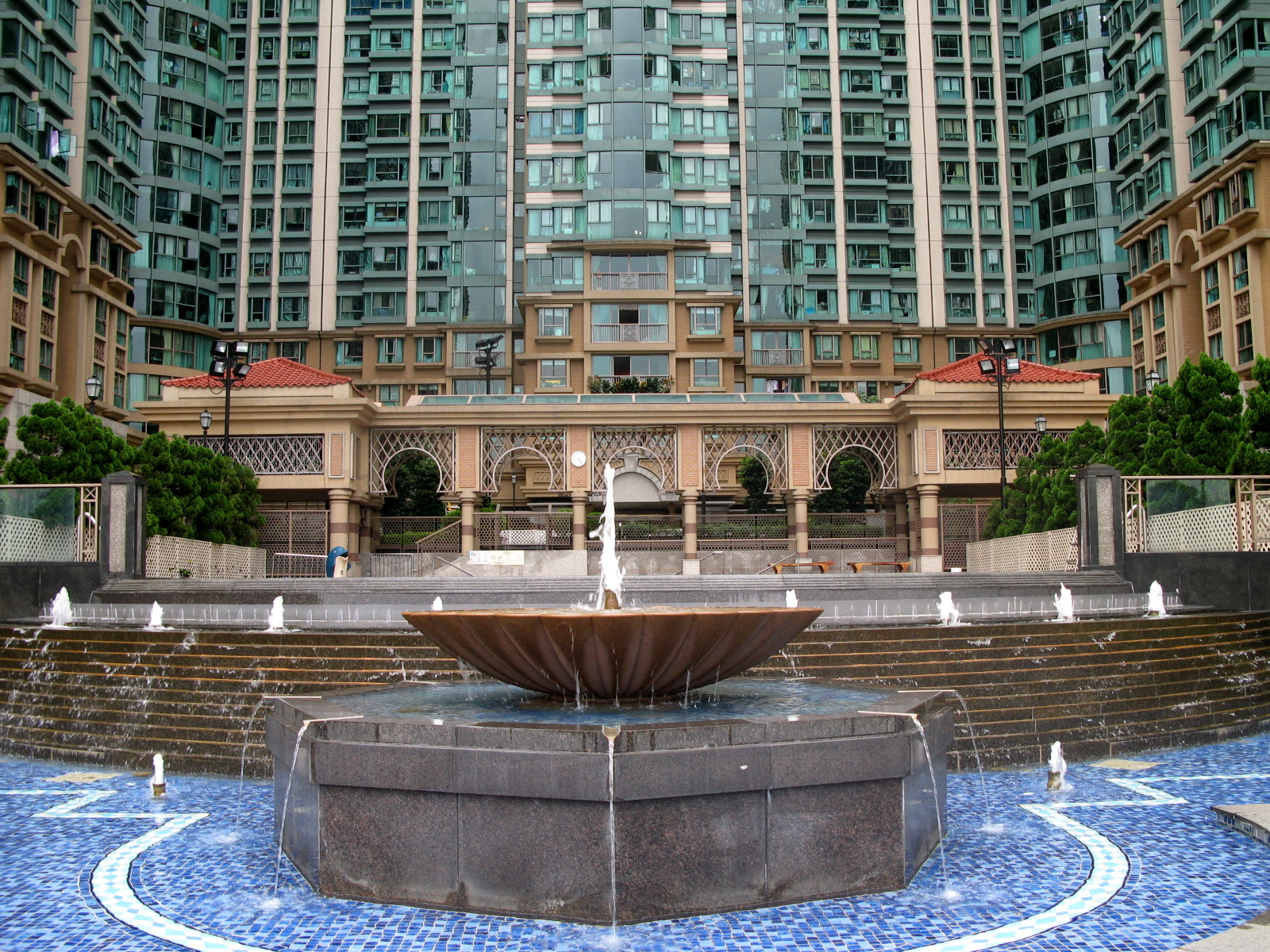
五期翠堤灣泳池下設有特色水池

屋苑各期位置簡圖（點選放大觀看）

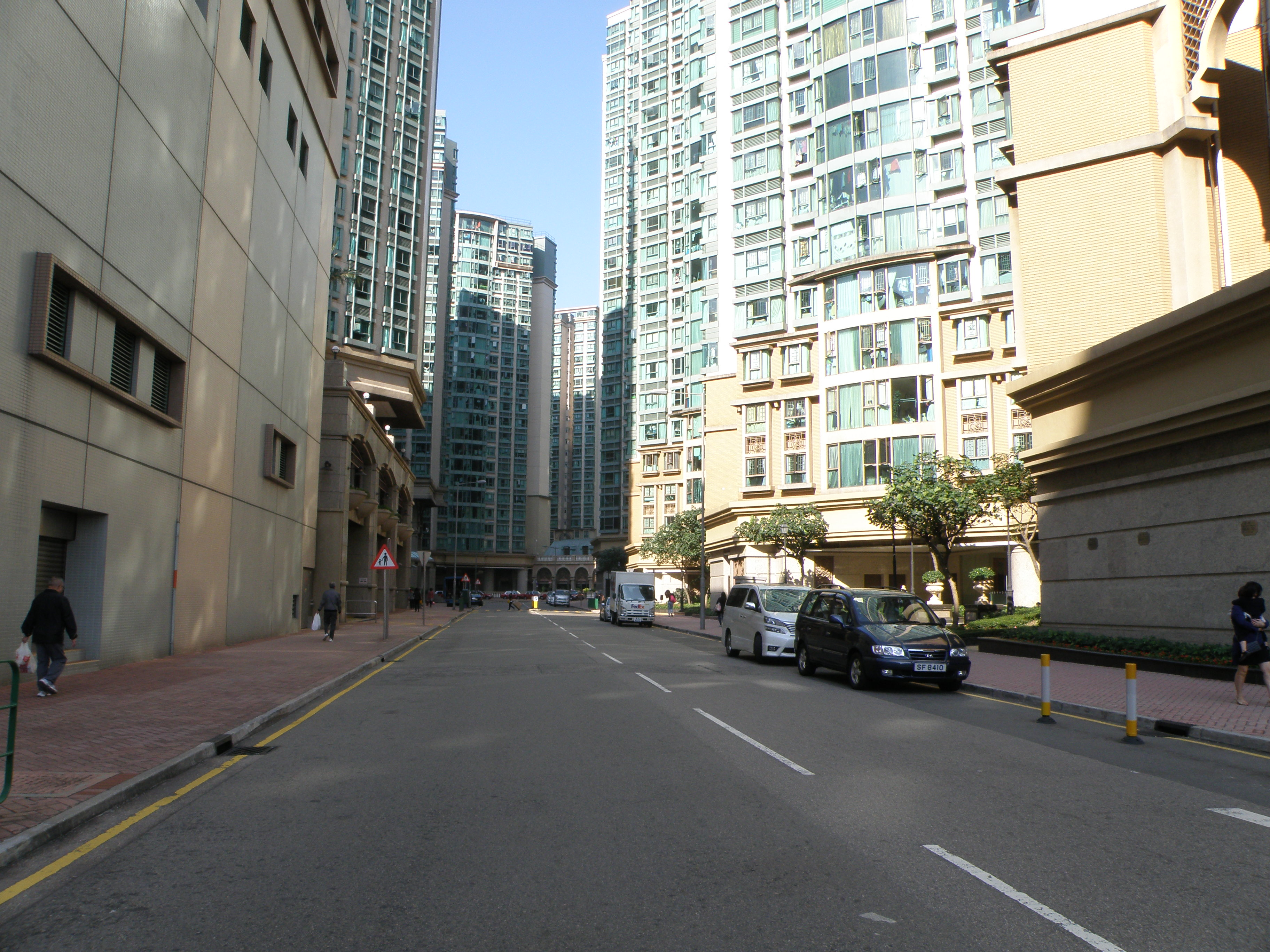
海逸道

海逸豪園（英語：Laguna Verde）， 位於香港九龍紅磡海逸道8號的一個臨海私人住宅屋苑，共分為5期由25座組成，提供4735個公寓。其原址為中華電力鶴園發電廠，1994年至1996年搬遷後重建成為住宅（但電廠附屬變電站並無清拆，並已劃離項目所在地段），由長江實業及中電集團興建，由興業建築師樓設計策劃，管理公司為長江實業旗下的高衛物業管理。第一期承建商為顯利工程；二期、三期及住客會所為現代建築；四期、五期及海逸坊商場為實豐建築。
海逸豪園位處大環海旁，連接大環山公園及紅磡海濱長堤，部份單位臨維多利亞港及可眺望鯉魚門。西面毗鄰和黃公園，西南面毗鄰黃埔新天地及紅磡灣一帶，北面有海逸坊商場，並參照歐洲建築風格。該屋苑乃全港第一個採用「常新型外牆」設計之住宅，屋苑還設有法國凡爾賽式的住客會所，有園林泳池。單位面積介乎467平方呎－1880平方呎不等。

## 屋苑設計
海逸豪園由興業建築師有限公司設計，有25座由19-35層住宅大樓組成，並分為五期發展。另外包括一座5層複合式商場海逸坊及一座會所建築物。
- 一期綠庭軒（The Greenwood）由1、2、3、4、5座組成
- 二期玉庭軒（Villa Verde）由6、7、9、10座組成
- 三期悅濤灣（Costa Del Sol）由8、11、12、12A、15、15A座組成
- 四期海逸灣（Laguna Grande）由16、17、18、19、20、21座組成
- 五期翠堤灣（Ocean Vista）由22、23、23A、25座組成

按照地契，整個屋苑事實上劃分為四期：一期綠庭軒、二A期玉庭軒、二B期悅濤灣、三期海逸坊商場、四A期海逸灣及四B期翠堤灣。

### 1期-綠庭軒
以羅馬為建築主題設計的綠庭軒於1998年9月落成入伙，由5座19層住宅組成，於1997年3月開售，呎價平均達9500元。由於售價昂貴，單位用料以及質素較佳。室內設計以及電梯大堂的設計勻有別於其它期數所使用的統一設計型式。同時外牆設計也有別於其它期數，細節上處理跟往後期數有所不同。而建築群建於一個三層高的基座之上，當中面向大環山公園的三座羅馬式拱廊亦成為海逸豪園的標記。
而當時項目原定1998年3月前交樓，不過由於合約訂明在不可預料的情況下，發展商可以延遲交樓日期。其後小業主向法庭提出訴訟，並取消交易。不過最後發展商長實以天雨為由勝訴。

### 2期/3期: 玉庭軒及悅濤灣
以水鄉威尼斯為建築主題設計的玉庭軒及悅濤灣分別於2000年及2001年落成入伙，由10座23-24層物業組成。部分低層單位擁有威尼斯式別苑設計，當中平台設有大型水景設計以及園林式內園佈景。當中8座以及12A座之間的威尼斯庭園成為屋苑大型户外活動的舉辦場地。
由於開售價比一期低，用料及設計上也要遷就降低成本。外牆的鋁件被簡略，一期銅製及雲石製的花盤以及雕花水景裝飾均變成纖維製成再噴上石漆。地下及每層電梯大堂設計也有別於一期，成本昂貴的意大利水晶天花燈飾，各層大堂的天氣顯示屏以及弧形玻璃磚牆也同時消失。單位內用料也被簡化，包括視像對講機，玄關的雲石拼砌的地台，主人房入牆衣櫃內的活動手挽裝置，浴室內的保暖燈裝置及晾衫鍊，主人房的電動窗廉路軌均消失。而大部分設計上的細節也被忽略，包括一期的主人房套廁使用以紅色雲石為主調及採用古典式潔具，而客廁採用以米色花崗石為主調配合現代化設計的潔具。同時地板使用的木材，木門，牆身玻璃，廚櫃以及廚房工作台的用料也不及一期。

### 4期/5期: 海逸灣及翠堤灣
以西班牙為建築主題設計的海逸灣及翠堤灣於2002年落成入伙，由10座25-35層物業組成。擁有新設計的外牆建築裝飾，而電梯機房設於住宅頂層。部分頂層單位擁有私人天台。為符合法例，天台其餘地方為隔火層。當中16、17、18以及25座高於其它住宅樓群，同時該四座住宅擁有8個高層複式單位，該四個單位處於16、17、18座39樓C、D室，以及25座37樓C、D。
由於當年開售呎價比以往的期數低，故用料的級數也被調低。天井外牆以噴漆取代磁磚，以往各層電梯大堂由以雲石，花崗石堆砌而海逸灣及翠堤灣改以價格低廉的人造石堆砌。室內用料也同時降級，包括以漆上白油漆的木門取代以往的實木門，浴室的地台及牆身以廉價的人造石取代花崗石及雲石，大部份單位地台採用地磚取代以往的長條櫸木地板及原木牆腳線。另外，以往毎個浴室及廚房均設有獨立電熱水爐，但海逸灣及翠堤灣則每戶只設有單一熱水爐供應熱水。

## 會所
海逸豪園設有兩座合共20萬平方呎的住客會所，分別為設於第11座以及20座之間的室內會所，以及設於商場頂樓的户外會所。屋苑同時提供兩個室外泳池，其中一個是位於3期以及4期內園的大型室外園林泳池，以及位於4，5期內庭園的室外泳池。同時，會所每月也會提供不同活動及興趣班給住客參與。

## 交通

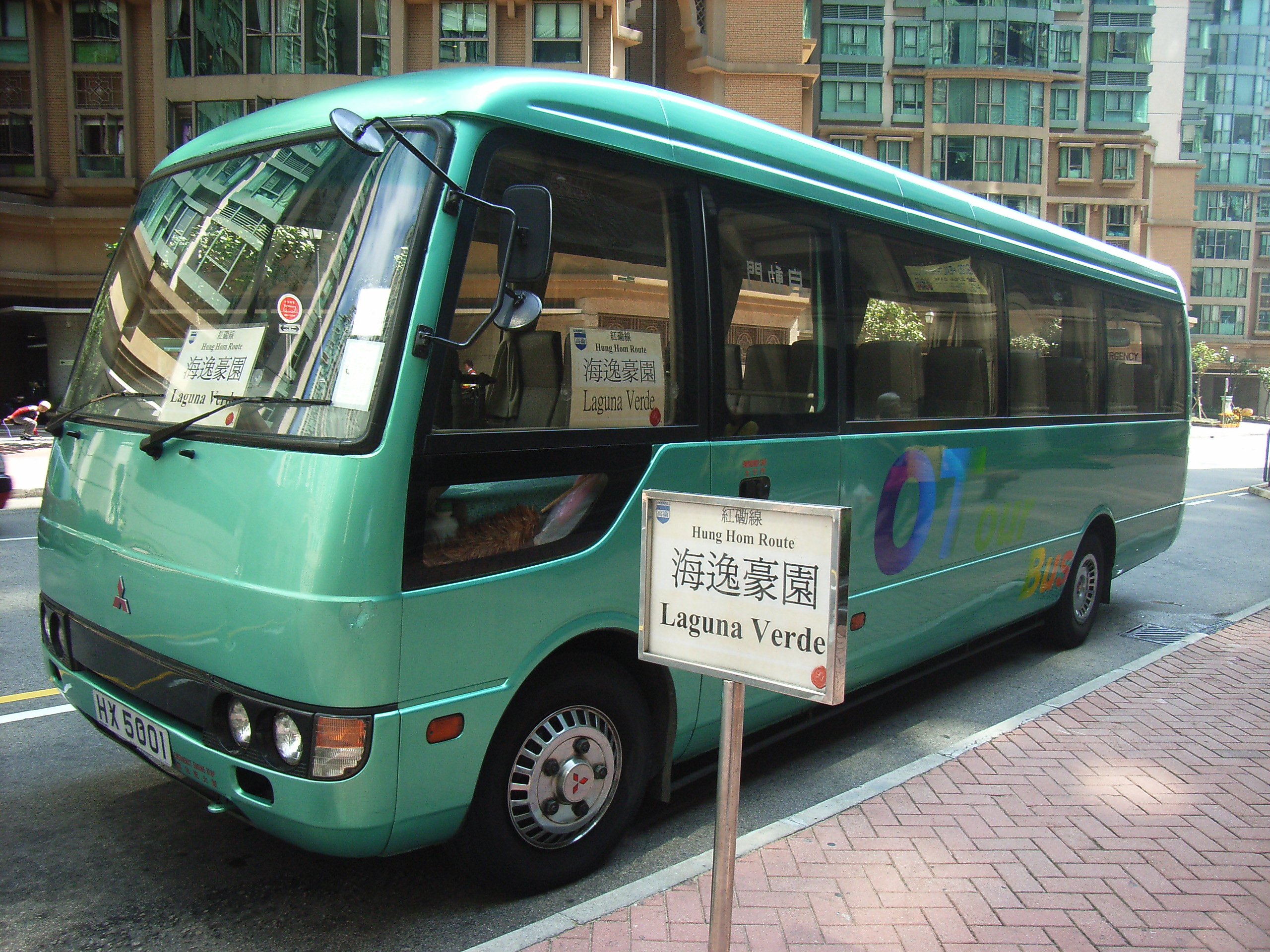
屋苑穿梭巴士

### 室內會所
以凡爾賽宮為建築設計藍本的室內會所，面積達8萬呎，分為三層。同時連接兩層式室外大型園林泳池。
設施包括:
室內泳池、壁球室、蒸氣浴室、桑拿室、健身室、桌球室、乒乓球室、舞蹈室、音樂室、電腦遊戲室、放映室、自修室、兒童遊戲室、閱讀室、大堂閒座廊及室內哥爾夫球練習室。

### 室外會所
以戶外活動為主題的室外會所，設於屋苑商場頂樓。設施包括網球場、籃球場、哥爾夫球練習場、燒烤場及兒童遊樂場。

## 其他設施
- 海濱長廊：近觀土瓜灣、九龍灣，遠望鰂魚涌及鯉魚門海峽。
- 海逸坊商場

## 知名住客
- 林超英：香港天文台前台長。[2]

## 圖像

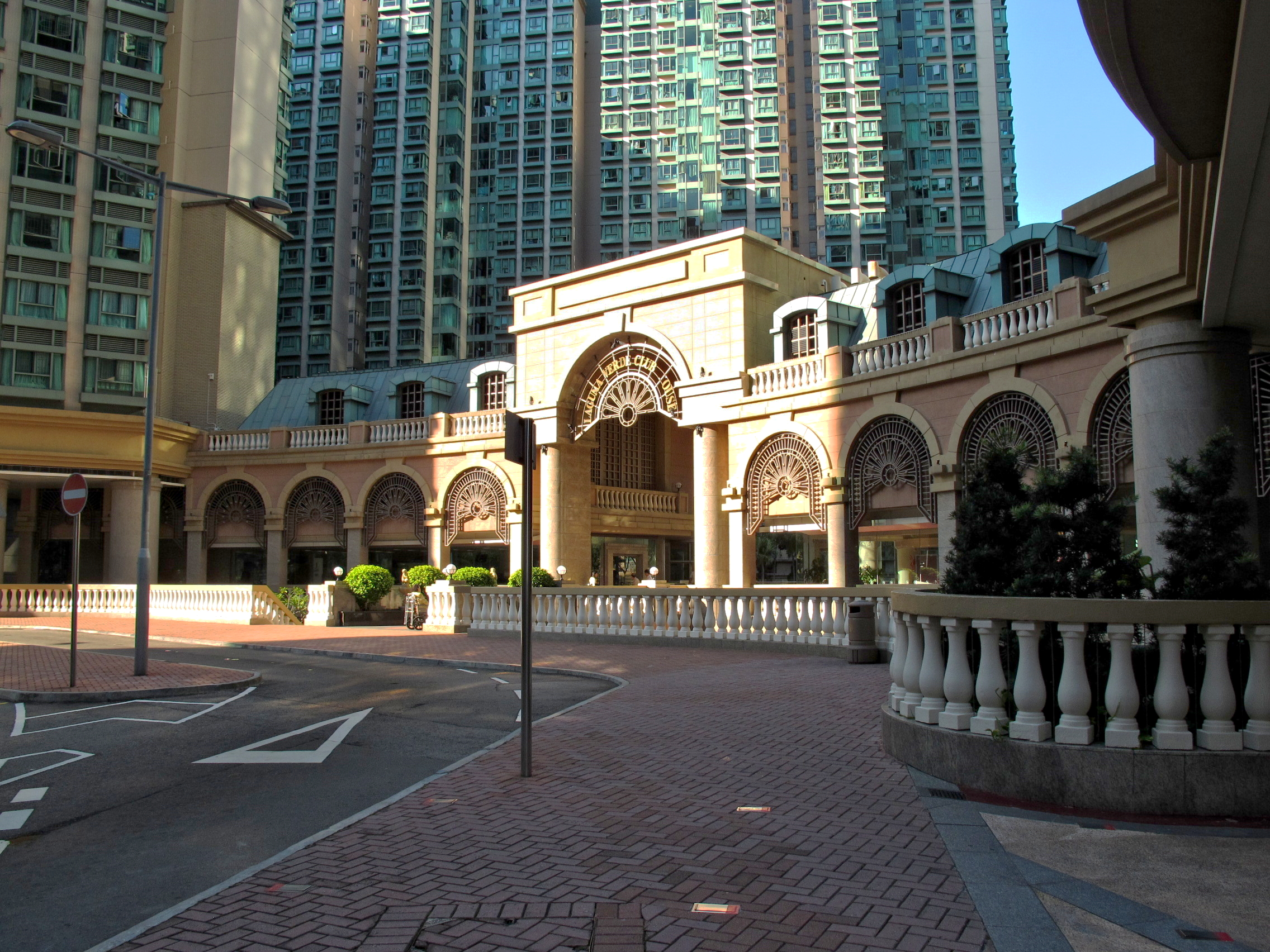
設於第11座以及20座之間的會所
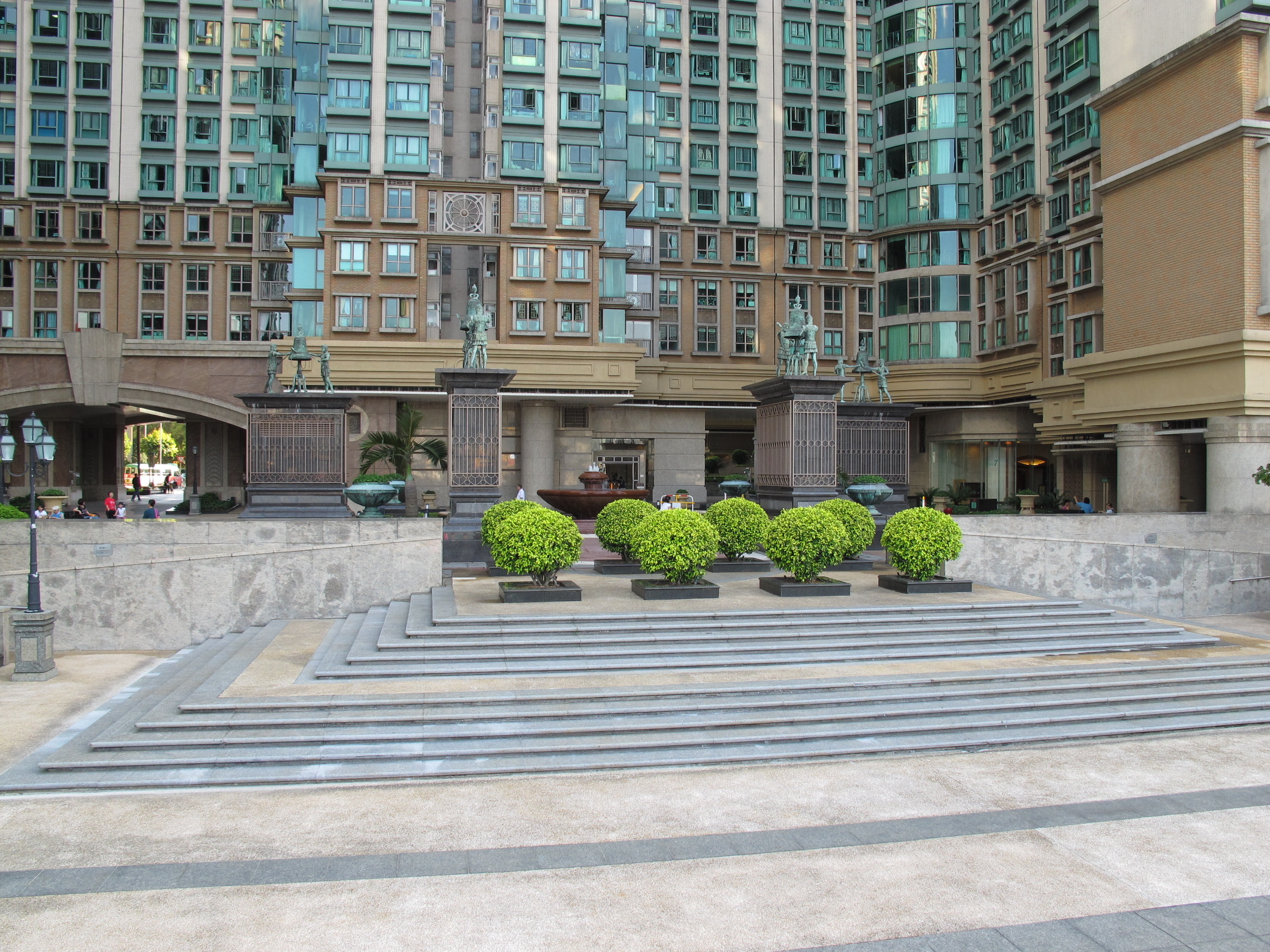
二期玉庭軒園林
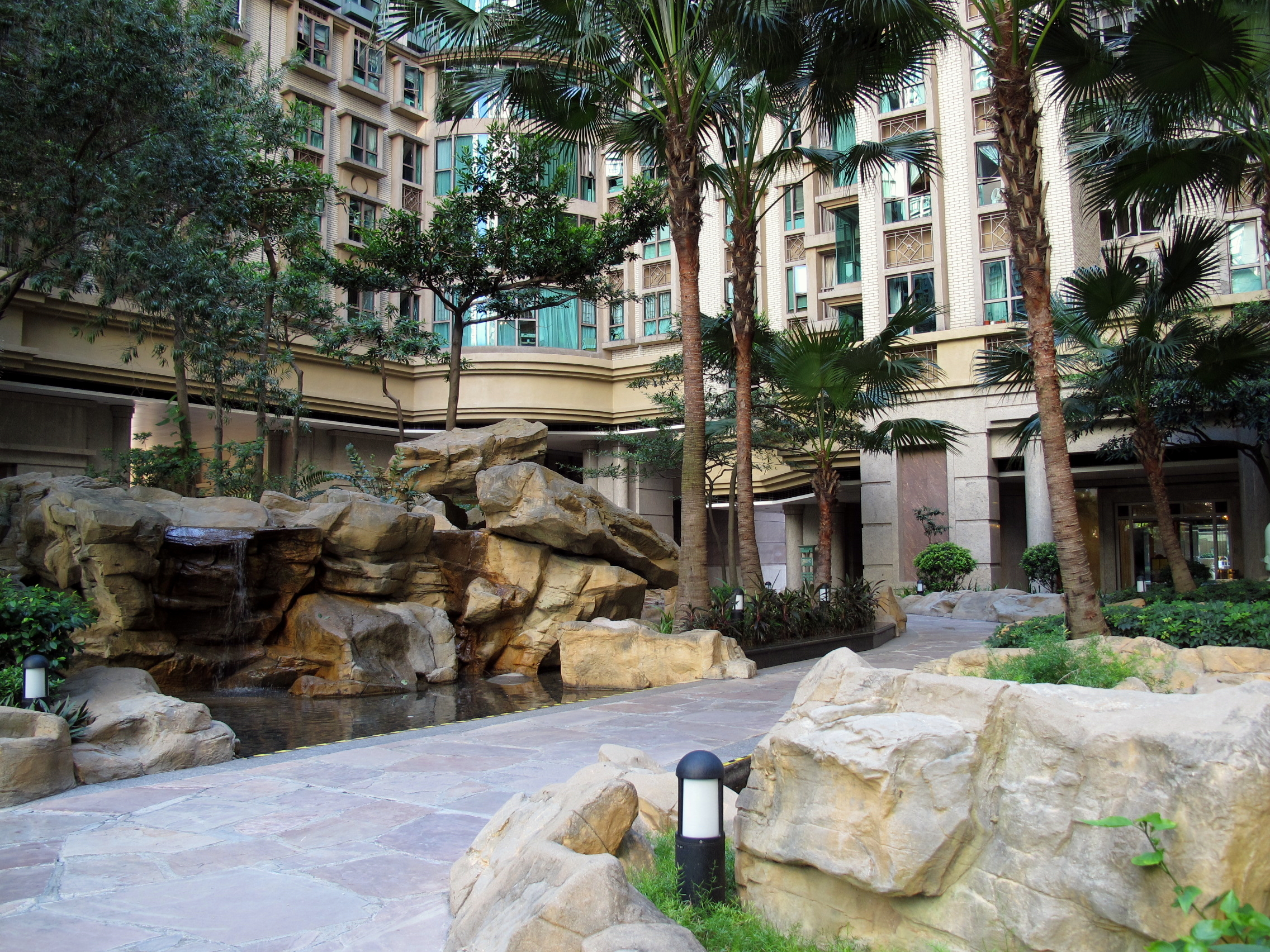
三期悅濤灣園林
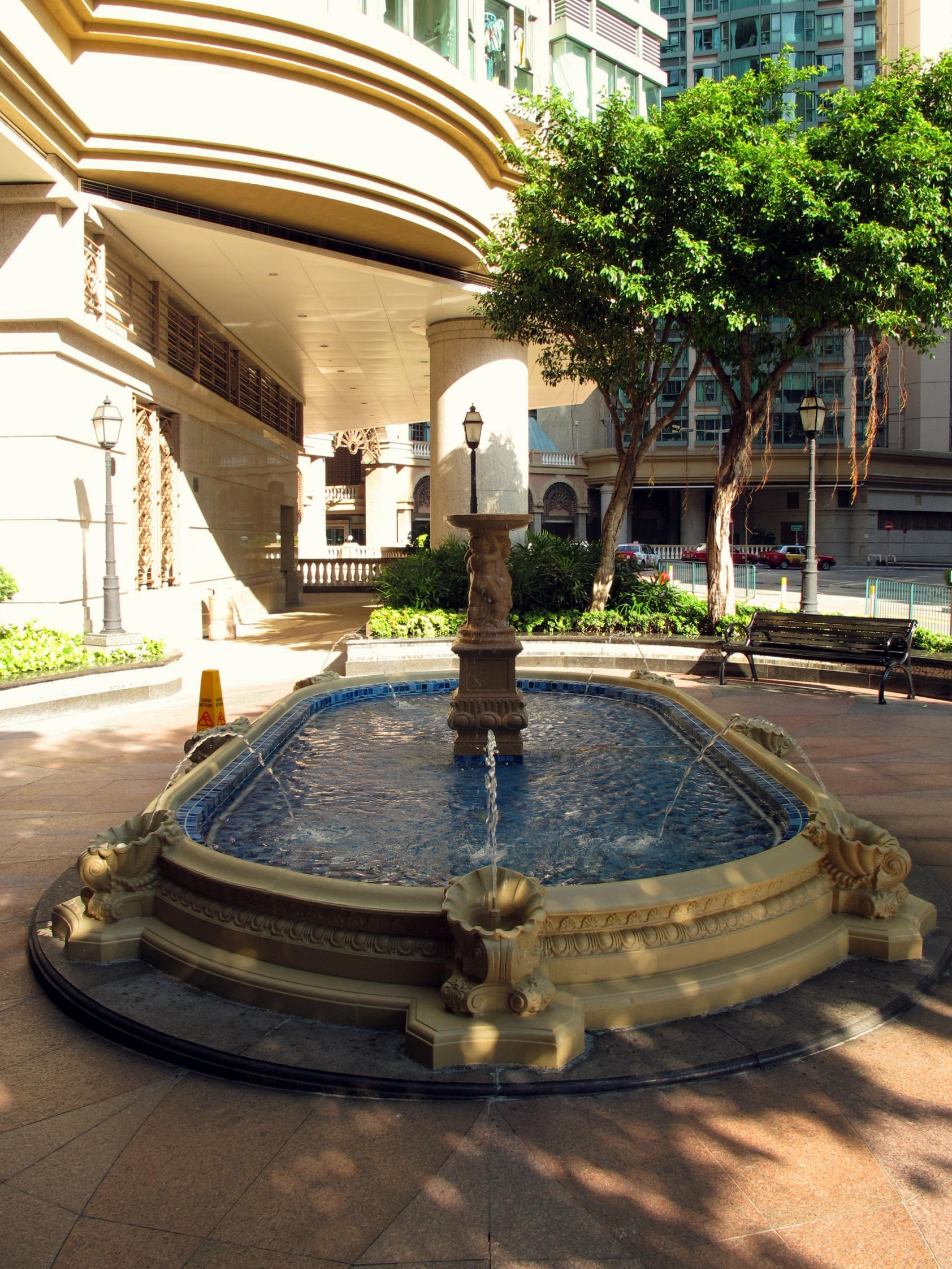
噴水池
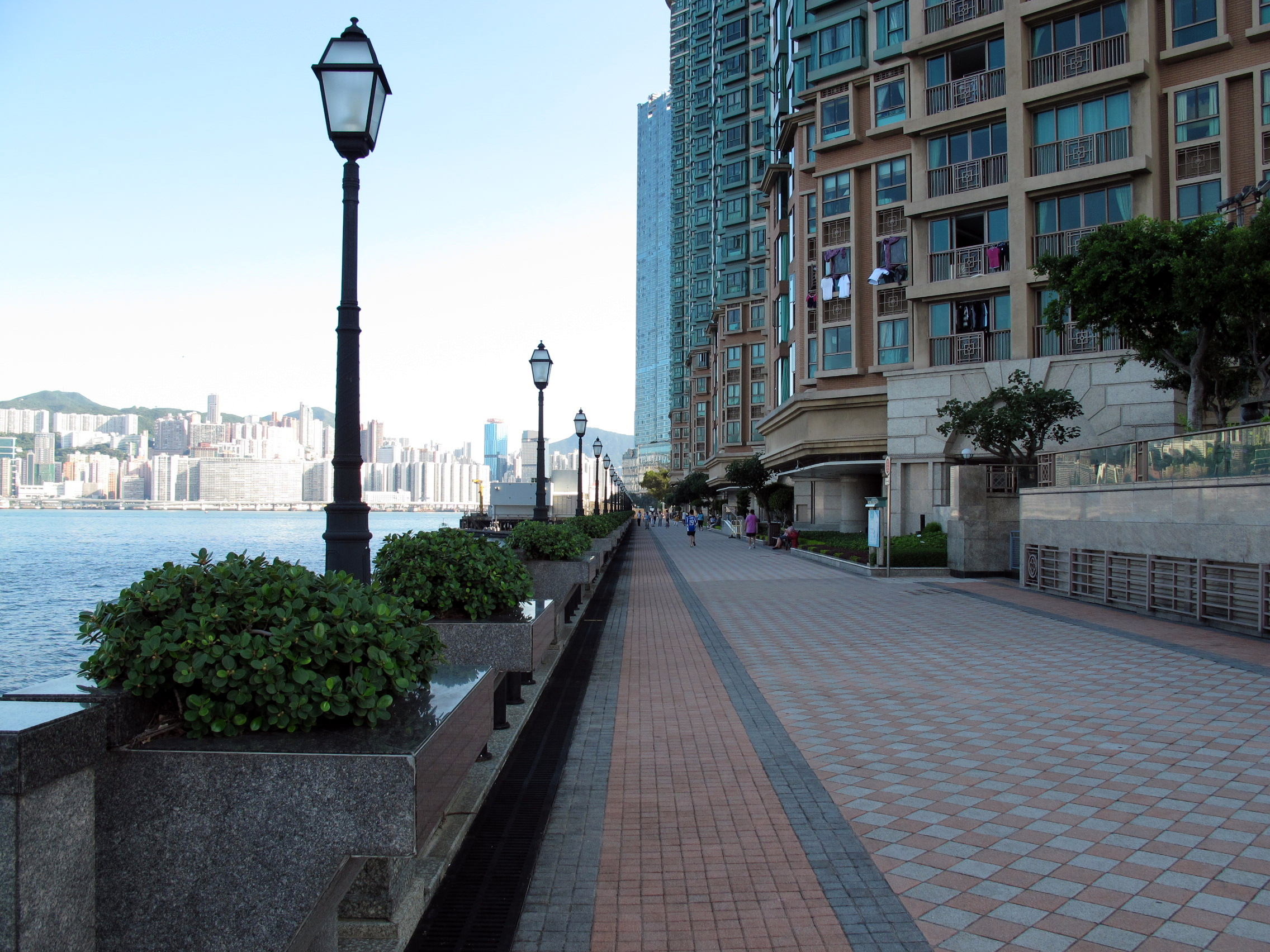
海濱長廊

## 鄰近
- 紅磡海濱長堤
- 大環山公園
- 九龍海逸君綽酒店
- 海名軒
- 黃埔花園
- 紅磡邨

## 外部連結
- 海逸豪園官方網站 （页面存档备份，存于）
- 海逸豪園業主網（非官方）
- 海逸豪園 位置地圖

22°18′29″N 114°11′34″E / 22.3081°N 114.1927°E